# Alberto II di Brandeburgo
Alberto II di Brandeburgo (1171 circa – 25 febbraio 1220) è stato un nobile tedesco.
Figlio di Ottone I di Brandeburgo, divenne margravio di Brandeburgo nel 1205, succedendo a Ottone II di Brandeburgo. Gli succedettero nel 1220 Giovanni I e Ottone III di Brandeburgo.

## Matrimonio e discendenza
Alberto sposò nel 1205 Matilde di Groitzsch (1185–1225), figlia del margravio Corrado II di Lausitz, della Casata di Wettin, e della figlia di un duca polacco della dinastia dei Piasti, Elisabetta. Da lei Alberto ebbe 4 figli:
- Giovanni, Margravio di Brandeburgo col nome di Giovanni I;
- Ottone, detto Il Pio, Margravio di Brandeburgo col nome di Ottone III;
- Matilde (*?; † 10 giugno 1261), andata sposa nel 1228 al duca guelfo Ottone I di Brunswick-Lüneburg, noto anche come Ottone il bambino;
- Elisabetta (* 1207; † 19. novembre 1231)[1], che sposò nel 1228 il conte Enrico Raspe di Turingia.

## Ascendenza
|                            |                            |                              | Genitori                     |  |  | Nonni |  |  | Bisnonni              |  |  | Trisnonni                   |  |
|                            |                            |                              |                              |  |  |       |  |  | Ottone di Ballenstedt |  |  | Adalberto II di Ballenstedt |  |
|                            |                            |                              |                              |  |  |       |  |  | Ottone di Ballenstedt |  |  | Adalberto II di Ballenstedt |  |
|                            |                            | Adelaide di Weimar-Orlamünde |                              |  |  |       |  |  | Ottone di Ballenstedt |  |  |                             |  |
| Alberto I di Brandeburgo   |                            |                              |                              |  |  |       |  |  | Ottone di Ballenstedt |  |  |                             |  |
|                            |                            | Eilika di Sassonia           | Magnus di Sassonia           |  |  |       |  |  |                       |  |  |                             |  |
|                            |                            | Eilika di Sassonia           | Magnus di Sassonia           |  |  |       |  |  |                       |  |  |                             |  |
|                            |                            | Eilika di Sassonia           | Sofia d'Ungheria             |  |  |       |  |  |                       |  |  |                             |  |
| Ottone I di Brandeburgo    |                            | Eilika di Sassonia           |                              |  |  |       |  |  |                       |  |  |                             |  |
|                            |                            | Ermanno I di Winzenburg      | Meginardo di Vornbach        |  |  |       |  |  |                       |  |  |                             |  |
|                            |                            | Ermanno I di Winzenburg      | Meginardo di Vornbach        |  |  |       |  |  |                       |  |  |                             |  |
|                            |                            | Ermanno I di Winzenburg      | Matilda di Reinhausen        |  |  |       |  |  |                       |  |  |                             |  |
| Sofia di Winzenburg        |                            | Ermanno I di Winzenburg      |                              |  |  |       |  |  |                       |  |  |                             |  |
|                            |                            | …                            | …                            |  |  |       |  |  |                       |  |  |                             |  |
|                            |                            | …                            | …                            |  |  |       |  |  |                       |  |  |                             |  |
|                            |                            | …                            | …                            |  |  |       |  |  |                       |  |  |                             |  |
| Alberto II del Brandeburgo |                            | …                            |                              |  |  |       |  |  |                       |  |  |                             |  |
|                            | Ladislao Herman di Polonia | Casimiro I di Polonia        |                              |  |  |       |  |  |                       |  |  |                             |  |
|                            | Ladislao Herman di Polonia | Casimiro I di Polonia        |                              |  |  |       |  |  |                       |  |  |                             |  |
|                            | Ladislao Herman di Polonia | Maria Dobronega              |                              |  |  |       |  |  |                       |  |  |                             |  |
| Boleslao III di Polonia    | Ladislao Herman di Polonia |                              |                              |  |  |       |  |  |                       |  |  |                             |  |
|                            |                            | Giuditta di Boemia           | Vratislao II di Boemia       |  |  |       |  |  |                       |  |  |                             |  |
|                            |                            | Giuditta di Boemia           | Vratislao II di Boemia       |  |  |       |  |  |                       |  |  |                             |  |
|                            |                            | Giuditta di Boemia           | Adelaide d'Ungheria          |  |  |       |  |  |                       |  |  |                             |  |
| Giuditta di Polonia        |                            | Giuditta di Boemia           |                              |  |  |       |  |  |                       |  |  |                             |  |
|                            |                            | Enrico di Berg               | Poppone di Berg-Schelklingen |  |  |       |  |  |                       |  |  |                             |  |
|                            |                            | Enrico di Berg               | Poppone di Berg-Schelklingen |  |  |       |  |  |                       |  |  |                             |  |
|                            |                            | Enrico di Berg               | Sofia                        |  |  |       |  |  |                       |  |  |                             |  |
| Salomea di Berg            |                            | Enrico di Berg               |                              |  |  |       |  |  |                       |  |  |                             |  |
|                            |                            | Adelaide di Mochental        | Diepoldo II di Vohburg       |  |  |       |  |  |                       |  |  |                             |  |
|                            |                            | Adelaide di Mochental        | Diepoldo II di Vohburg       |  |  |       |  |  |                       |  |  |                             |  |
|                            |                            | Adelaide di Mochental        | Liutgarda di Zähringen       |  |  |       |  |  |                       |  |  |                             |  |
|                            |                            | Adelaide di Mochental        |                              |  |  |       |  |  |                       |  |  |                             |  |